# Arhopala epibata
Arhopala epibata är en fjärilsart som beskrevs av Corbet 1948. Arhopala epibata ingår i släktet Arhopala och familjen juvelvingar. Inga underarter finns listade i Catalogue of Life.